# Le Scriptorial, musée des manuscrits du Mont-Saint-Michel

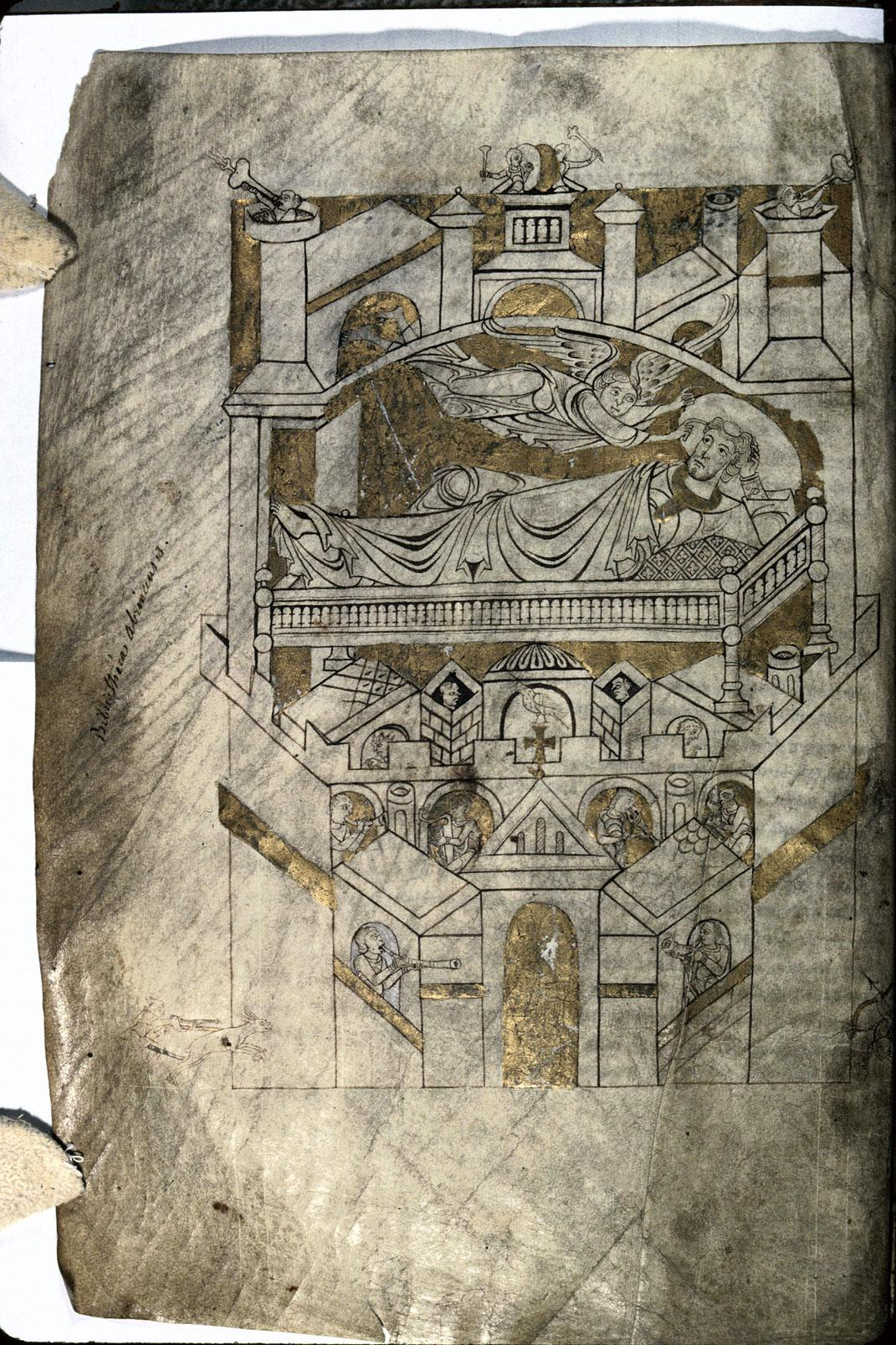
Miniature du Cartulaire du Mont-Saint-Michel.

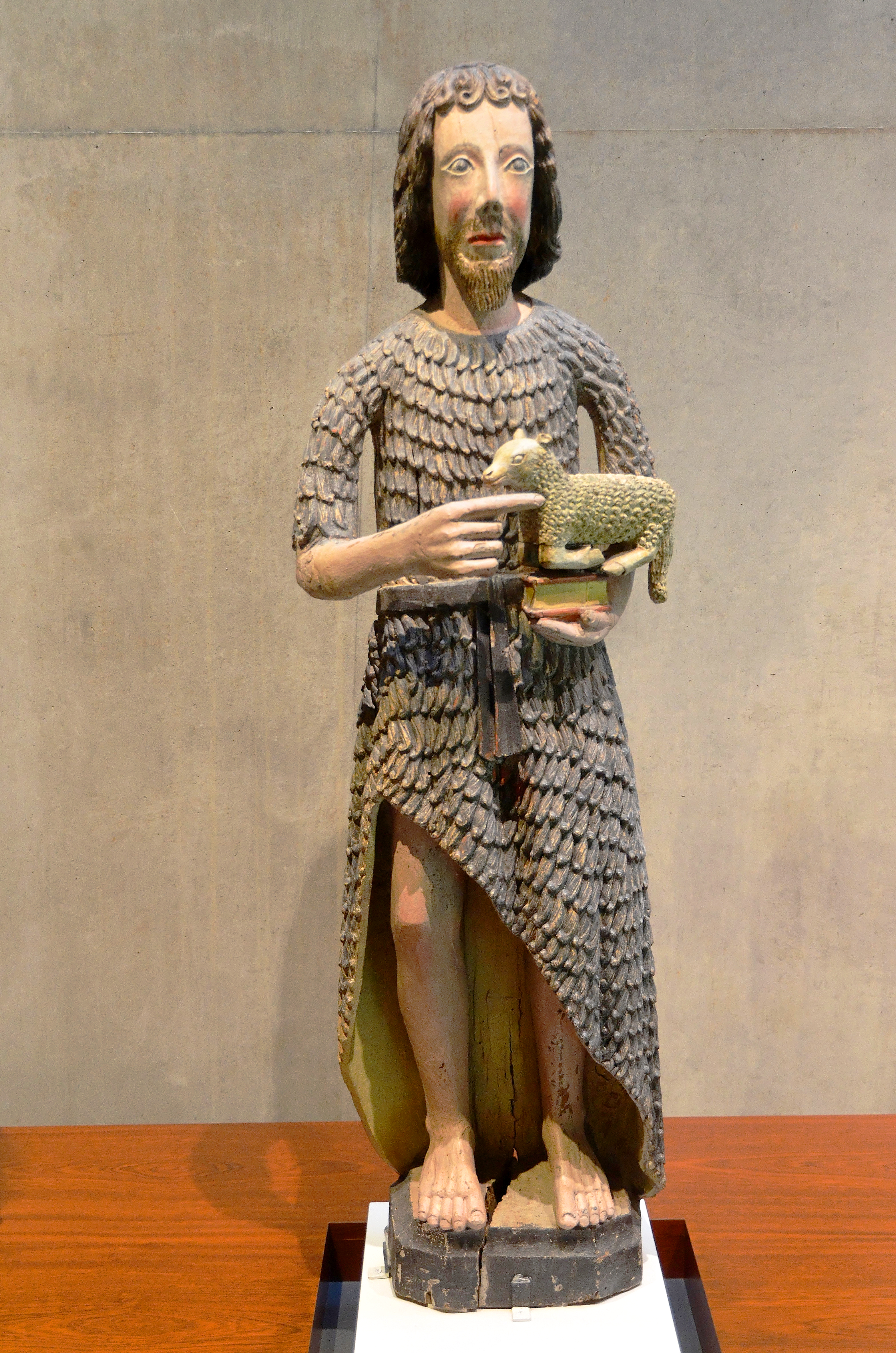
Sculpture représentant Saint Jean-Baptiste en bois polychrome du XVIe siècle, exposée au Scriptorial.

Le Scriptorial est le musée des manuscrits du Mont Saint-Michel, installé à Avranches dans le département de la Manche, en région Normandie.
Ouvert en août 2006, le Scriptorial est situé à l'abri des remparts de la ville d'Avranches. Son objectif est de valoriser et faire découvrir l'exceptionnelle collection des manuscrits de l'ancienne abbaye du Mont-Saint-Michel.

## Le parcours
L'architecture du bâtiment s'inspire de celle du Mont-Saint-Michel ; les rampes douces menant à la salle du trésor rappellent celles du célèbre Mont.
Le musée replace les manuscrits médiévaux dans leur contexte historique et local grâce à un parcours chronologique et thématique qui mène à la découverte des œuvres originales. Il permet la découverte des différentes phases de réalisation des manuscrits, la calligraphie, l'enluminure. Il aborde le contenu des textes anciens, puis évoque l'évolution vers l'imprimerie et la bibliothèque du fonds ancien et de ses 14 000 ouvrages.
Le Scriptorial est un musée moderne dédié à l'écriture et aux livres, dessiné par les architectes Emmanuel Berjot, Daniel Cléris et Jean-Michel Daubourg, la scénographie est de Nathalie Chauvier et Nicolas Béquart de l'agence les crayons. Grâce aux outils informatiques, la visite est interactive : bornes multimédia, livres électroniques, projections vidéo. Il propose également des expositions temporaires, des ateliers pédagogiques ainsi que des cycles de conférences.

## Historique
Chef-lieu de district, Avranches reçoit en 1791 la garde d'un dépôt littéraire de plus de 4 000 volumes provenant de l'abbaye du Mont Saint-Michel. Parmi ces ouvrages, 199 manuscrits, datant pour certains du Xe siècle, font d'Avranches, la cité des manuscrits. Vingt autres manuscrits de l'abbaye seulement sont dispersés à travers le monde.
Ces manuscrits sont les survivants de la bibliothèque médiévale de l'abbaye du Mont-Saint-Michel, la mémoire spirituelle, intellectuelle et artistique de la communauté bénédictine. Source inépuisable d'informations, on y trouve des chroniques, de grands textes de l'Antiquité et du Moyen Âge, des traités de droit romain et de droit canonique, de musique, d'astronomie, etc. Arts libéraux, textes sacrés et sciences profanes s'y côtoient.

## Les livres
Parmi la collection, on trouve :
- Le cartulaire du Mont-Saint-Michel, rédigé sur trois siècles à partir du XIIe siècle, recense les chartes et autres actes existant à cette époque. Il est remarquable, de par la beauté de son écriture, la qualité de son parchemin et la richesse de son illustration. Il est d'autant plus précieux que les originaux des textes qu'il regroupe ont tous disparu lors de l'incendie des Archives départementales de la Manche en juin 1944 pendant la Seconde Guerre mondiale ;
- La première édition de l'Encyclopédie de Diderot et d'Alembert ;
- Des œuvres d'auteurs de l'Antiquité, tels Aristote, Boèce, Cicéron, Platon, etc.